# Veronika
Veronika, artiestennaam van Veronika Morska (Вероніка Морська) (Bila Tserkva, 9 april 2011), is een Oekraïense zangeres die in Oekraïne op jonge leeftijd bekendheid verwierf door deelname aan talentenjachten. In Nederland kreeg ze bekendheid als deelnemer aan de nationale finale van het Junior Eurovisiesongfestival 2024.

## Biografie
Veronika werd geboren in Bila Tserkva, nabij Kyiv. Op zesjarige leeftijd won ze in 2017 het programma Україна має талант. Діти-2 (Het tweede seizoen van Ukraine's Got Talent. Kids) met haar vertolking van Nina Matviyenko's lied "Kvitka-doesja".
Na deze overwinning nam ze deel aan diverse talentenjachten en festivals. In 2017 won ze in de categorie "Volkszang" op het festival Tsjornomorski Ihry in Skadovsk. In 2019 bereikte ze de halve finale van Голос. Діти (The Voice Kids) in het team van DZIDZIO en in 2021 maakte ze in Oekraïne deel uit van de selectie van Junior Songfestival.
In 2018, bij het 25-jarig jubileum van Stichting Spoetnik, trad Veronika voor het eerst op in Nederland.

## Komst naar Nederland
Vanwege de Russische invasie van Oekraïne sinds 2022 verhuisde Veronika met haar gezin naar Nederland. Daar zette ze haar muzikale carrière voort. Zo zong ze bij diverse gelegenheden het Oekraïense volkslied, bijvoorbeeld voorafgaand aan benefietwedstrijden van FK Sjachtar Donetsk in Nederland in 2022 en 2023, onder andere tegen AFC Ajax in de Johan Cruijff ArenA, tegen FC Utrecht en tegen AZ. Dat deed ze ook toen op 24 augustus 2023 ter ere van de onafhankelijkheidsdag van Oekraïne minister Hoekstra van Buitenlandse Zaken en de Oekraïense ambassadeur Oleksandr Karasevych gezamenlijk de Oekraïense vlag hesen bij de Hofvijver in Den Haag.
Op 11 september 2023 vertolkte ze het Oekraïense volkslied in Vlaardingen toen in aanwezigheid van Eric van der Burg, demissionair staatssecretaris van Justitie en Veiligheid, burgemeester Bert Wijbenga en de Oekraïense ambassadeur Oleksandr Karasevych  gezamenlijk de opening verrichtten van het Oekraïense dorp Mrija in het gebied De Lickebaert, dat gedurende drie jaar plaats biedt aan duizend Oekraïense ontheemden.
In 2024 bereikte Veronika de finale van de Nederlandse nationale selectie voor het Junior Eurovisiesongfestival, waarbij ze door de vertolking van Zombie van de The Cranberries een bijdrage wilde leveren aan het verwezenlijken van haar droom van het beëindigen van de oorlog in Oekraïne en alle andere oorlogen.
Met haar vertolking bij de nationale finale van Dreams Are Built To Last behaalde ze 12 punten van de vakjury en 10 punten van de kinderjury en het publiek, waardoor ze tweede werd. Ze mocht namens Nederland de punten geven bij de finale van het Junior Eurovisiesongfestival 2024 in Madrid.
Op 13 maart 2025 vertolkte Veronika het bekende Oekraïense lied Tsjornobryvtsi tijdens de uitreiking van de Geuzenpenning 2025 aan Ukraine 5 AM Coalition in de Grote of Sint-Janskerk in Schiedam in aanwezigheid van koning Willem-Alexander.

## Muzikale stijl
Veronika staat bekend om haar vertolkingen van zowel traditionele volksliederen als moderne composities. Haar optredens worden gekenmerkt door diepe emotie en technische vaardigheid.
Zo oordeelde de vakjury van de Nationale Finale Junior Songfestival als volgt op haar optreden:
Dit is zo knap, want als je straks in die finale gaat zingen, zou het wel fijn zijn als je een beetje steady zingt. En dat doe jij zo 100% – dat alleen is heel erg knap – en ik vind het geweldig hoe jij de boodschap van het liedje heel erg weet over te brengen, ook al woon je, wat ik heb begrepen, nog maar tweeënhalf jaar in Nederland. Dat is echt – complimenten, petje af— Jim Bakkum
Wat klink je mooi in het laag en wat klink je fantastisch in het hoog.— Roxeanne Hazes
- MusicBrainz: dc2c5705-9d28-49cf-8d8f-4e6042d63c4d